# Puzur-Aixur I
Puzur-Aixur (accadi: 𒁍𒀫𒀸𒋩, Pu-AMAR-Aš-ŠUR) va ser rei d'Assur (Assíria) cap a l'any el 1975 aC. Figura a la Llista dels reis d'Assíria i se'l menciona a diverses inscripcions, que diuen que va renovar les muralles de la ciutat d'Assur, renovació que havia iniciat Kikkia.
Va succeir a Akiya, que no sembla ser el seu pare o de la seva família, i se suposa que Puzur-Aixur tenia un origen diferent, potser accadi, i hauria establert una nova dinastia que va durar fins a Erixum II, derrocat per Xamxi-Adad I.
Cap a l'any 1940 aC el va succeir Xallimahhe.